# Constantin Diță
Constantin Diță (n. 27 februarie 1980) este un actor român, cunoscut pentru rolul Giani din serialul Las Fierbinți.
A absolvit Universitatea Națională de Artă Teatrală și Cinematografică „Ion Luca Caragiale” din București, Facultatea de Teatru, specializarea Arta Actorului în 2005.
Constantin Diță a jucat în numeroase spectacole la teatre cunoscute: Teatrul de Comedie, Teatrul Foarte Mic, Teatrul Bulandra, Studioul de teatru Casandra, Teatrul Luni și Teatrul fără frontieră.

## Filmografie
- Pe aripile vinului (2002)[3]
- Călătorie la oraș (2003) - învățătorul
- Visul lui Liviu (2004) - Ceata
- Eminescu versus Eminem (2005)
- A fost sau n-a fost? (2006) - Tibi
- Hârtia va fi albastră (2006)
- Marilena de la P7 (2006) - barman
- Mere la cuptor (2006)
- Nevroze nocturne (2006)
- California Dreamin' (Nesfârșit) (2007) - Paul
- Târziu (2007) - Costi
- Restul e tăcere (2008) - pictor
- Vine poliția! (2008) - Tony Georgescu
- WebCamGame (2008) - curierul
- Polițist, adjectiv (2009) - agentul de serviciu
- Tarantyno (2009) - Aurică
- Aurora (2010) - Amarie
- Curățătorii (2010)
- Moștenirea (2010) - Rocky
- Portretul luptătorului la tinerețe (2010) - Ion Gavrilă Ogoranu
- Las Fierbinți (2012) - Giani
- S-a furat mireasa (2012) - Cornel
- Tizi (2012) - Rducu
- Un etaj mai jos (2015) - Viorel